# Guido Cassanelli
Guido Cassanelli (Modena, 1921 – Nowo Petropawlowka, 25 dicembre 1941) è stato un militare italiano insignito della medaglia d'oro al valor militare alla memoria nel corso della seconda guerra mondiale.

## Biografia
Nacque a Modena nel 1921, all'interno di una modesta famiglia di contadini, figlio di Alfonso. Il 3 gennaio 1941, in piena seconda guerra mondiale, fu arruolato nel Regio Esercito, destinato a prestare servizio nel 6º Reggimento bersaglieri. Assegnato alla 172ª Compagnia cannoni controcarro da 47/32 partiva con il reparto mobilitato per l'Unione Sovietica nell'aprile dello stesso anno, aggregato al 3º Reggimento artiglieria celere "P.A.D.A." della 3ª Divisione celere "Principe Amedeo Duca d'Aosta" inquadrata nel CSIR. Cadde in combattimento a Nowo Petropawlowka il 25 dicembre 1941, e fu inizialmente insignito della medaglia d'argento al valor militare, poi tramutata in medaglia d'oro alla memoria.